# Dolok Toyang
Dolok Toyang är en kulle i Indonesien.   Den ligger i provinsen Aceh, i den västra delen av landet, 1 600 km nordväst om huvudstaden Jakarta. Toppen på Dolok Toyang är 76 meter över havet. Dolok Toyang ligger på ön Pulau Simeulucut.
Terrängen runt Dolok Toyang är platt. Havet är nära Dolok Toyang söderut.